# محمد فاروق البطل
محمد فاروق البطل (1355- 1446 هـ / 1936- 2024 م) عالم وداعية سوري، الأمين العام لرابطة العلماء السوريين.

## ولادته ودراسته
ولد محمد فاروق بن حمدو بن أمين البطل في مدينة إدلب، في 22 صفر 1355هـ الموافق 13 مايو 1936م وأمُّه رشيدة بنت أحمد البطل. ويرجع في نسبه إلى أول الخلفاء الراشدين أبي بكر الصدِّيق.
قضى طفولته في الرستن وفي مدينة إدلب مسقط رأسه، ومنذ بلغ من العمر ثماني سنوات أقام في حلب مدة طويلة، فدرس المرحلة الابتدائية 1945- 1950 في مدرسة النجاة، ثم تابع في الثانوية الشرعية (الخسروية) بحلب القسم الليلي 1950- 1955.
ثم انتقل إلى دمشق للدراسة الجامعية عام 1956، وحصل على الإجازة (بكالوريوس) من كلية الشريعة بجامعة دمشق عام 1959، وعلى أهلية التعليم (دبلوم التربية) من كلية التربية بجامعة دمشق عام 1960. ثم درس في كلية الحقوق 1962ـ 1964.
أما الدراسات العليا في مصر فلم يكملها لظروف طرأت عليه، ثم حصل على الماجستير من الجامعة الإسلامية في باكستان (بهاولبور).

محمد فاروق البطل في كهولته

## شيوخه
- محمد راغب الطباخ
- محمد نجيب خياطة
- محمد أبو الخير زين العابدين
- مصطفى الزرقا
- محمد السلقيني
- محمد أسعد عبه جي
- مصطفى السباعي[3]
- محمد الحكيم
- عبد الله حماد
- عبد القادر كرمان
- أمين الله عيروض
- محمد بلنكو
- مراد الحيلاني
- محمد الملاح
- محمد ناجي أبو صالح
- عبد الوهاب سكر
- علاء الدين علايا

## عمله ووظائفه
عمل مدرِّسًا لمادة التربية الإسلامية في ثانويات حلب مدَّة عشرين سنة، ثم في جامعة الملك عبد العزيز في جُدَّة، في كلية الآداب قسم الدراسات الإسلامية، مدَّة عشرين سنة. وتولى الخطابة في بعض مساجد جدة.
له عملان إذاعيان في إذاعة القرآن الكريم من إعداده وتقديمه:
1. سبل الإسلام في الإصلاح الاجتماعي، استمرَّ مدَّة سنة.
2. أبطال الإسلام، استمرَّ ثماني سنوات.

## مؤلفاته
- أبطال الإسلام في موكب النبوة الخالد، أصدرته دار نور المكتبات للنشر والتوزيع عام 1423هـ - 2002م، في خمسة مجلدات، وقدَّم له الشاعران عمر بهاء الدين الأميري ومحمد علي المغربي. والكتاب في الأصل أحاديث إذاعية، أذاعها من إذاعة القرآن الكريم في مكة المكرمة، في برنامج أسبوعي تحت عنوان (من أبطال الإسلام) طوال ثماني سنين.[4]

## مقالات عنه
- الدكتور محمد فاروق بطل: قائد ومجاهد، للشيخ حسن عبد الحميد.[5]
- الشيخ الداعية محمد فاروق البطل: الأمين العام لرابطة العلماء السوريين.[6]

## وفاته
توفي محمد فاروق البطل في مدينة جُدَّة بالمملكة العربية السعودية، بعد غروب الأربعاء 18 المحرَّم 1446هـ الموافق 24 يوليو 2024م، عن عمر يناهز الثامنة والثمانين.

## وصلات خارجية
- الدكتور محمد فاروق البطل من الرعيل إخوان سوريا ومراقب إخوان سوريا السابق
- كلمة د.محمد فاروق البطل - الأمين العام لرابطة العلماء السوريين